# Cottessen
Cottessen (Limburgs: Kotteze) is een buurtschap bij het dorp Vijlen, behorend tot de Nederlandse gemeente Vaals (Limburg). De buurtschap ligt dicht bij de grens met België, tussen het Vijlenerbos en de rivier de Geul. Aan de andere kant van de grens ligt Sippenaeken.

## Geschiedenis
Cottessen is in cultuur gebracht vanuit de carréboerderij Bellet, een boerderij die daar sinds de 13e eeuw of eerder is gevestigd. De boerderij draagt boven de poort een gevelsteen met het wapen van de abdij van Burtscheid met de Latijnse wapenspreuk Dominus Providebit ("De Heer zal voorzien").

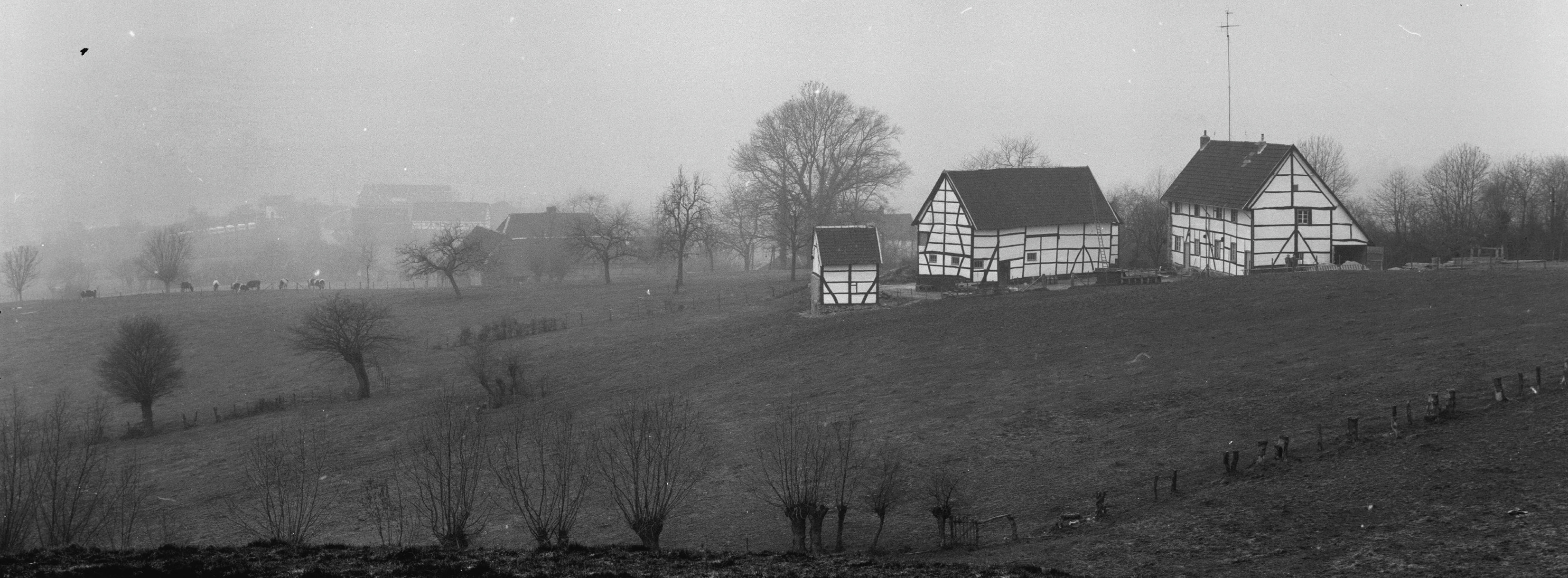
Dorpsgezicht, 1964

Dit was vroeger een arme streek in Limburg en als gevolg daarvan zijn de oude vakwerkhuizen veelal gehandhaafd. Rond deze tijd heette Cottessen nog Kothausen. Cottessen is samen met Camerig een rijksbeschermd dorpsgezicht.
Op de eerste Tranchotkaarten van dit gebied uit circa 1760 zijn veertien boerderijen of huizen te vinden. Anno 2013 is dat aantal nog hetzelfde en is het aanzicht van het gehucht vrijwel ongewijzigd gebleven.

## Beschrijving
De tijd lijkt hier te hebben stilgestaan. Door de steile heuvels was het gebied voor de landbouw moeilijk toegankelijk, waardoor schaalvergroting van de landbouw nauwelijks plaatsvond. Als gevolg daarvan zijn in het kleinschalige cultuurlandschap vele holle wegen, graften, hoogstamboomgaarden, bosschages, bronnengebieden en meidoornhagen in stand gebleven. Door Cottessen stroomt de Berversbergbeek, zuidelijker ligt de Cottesserbeek en noordelijker de Belleterbeek.
Door de variatie in landschapselementen is er een rijke flora en fauna. Dassen worden regelmatig in graften gesignaleerd. Aan de rand van het Vijlenerbos wordt het territorium van de zeldzame hazelmuis verbeterd.
Cottessen geldt als een van de mooiste gebieden in het Geuldal. In 2004 vertegenwoordigde het gehucht de Provincie Limburg in een verkiezing van De mooiste plek van Nederland (NCRV). In 2005 volgde een 5 sterren waardering voor Natuur en Landschap voor het Geul- en Gulpdal.
Iets ten westen van Cottessen bevinden zich aan de Geul de Heimansgroeve (genoemd naar de Amsterdamse onderwijzer Eli Heimans) en de Kampgroeve, en ten zuiden de Cottessergroeve. Deze groeves zijn de enige locaties in Nederland waar gesteente uit het Carboon aan de oppervlakte komt.

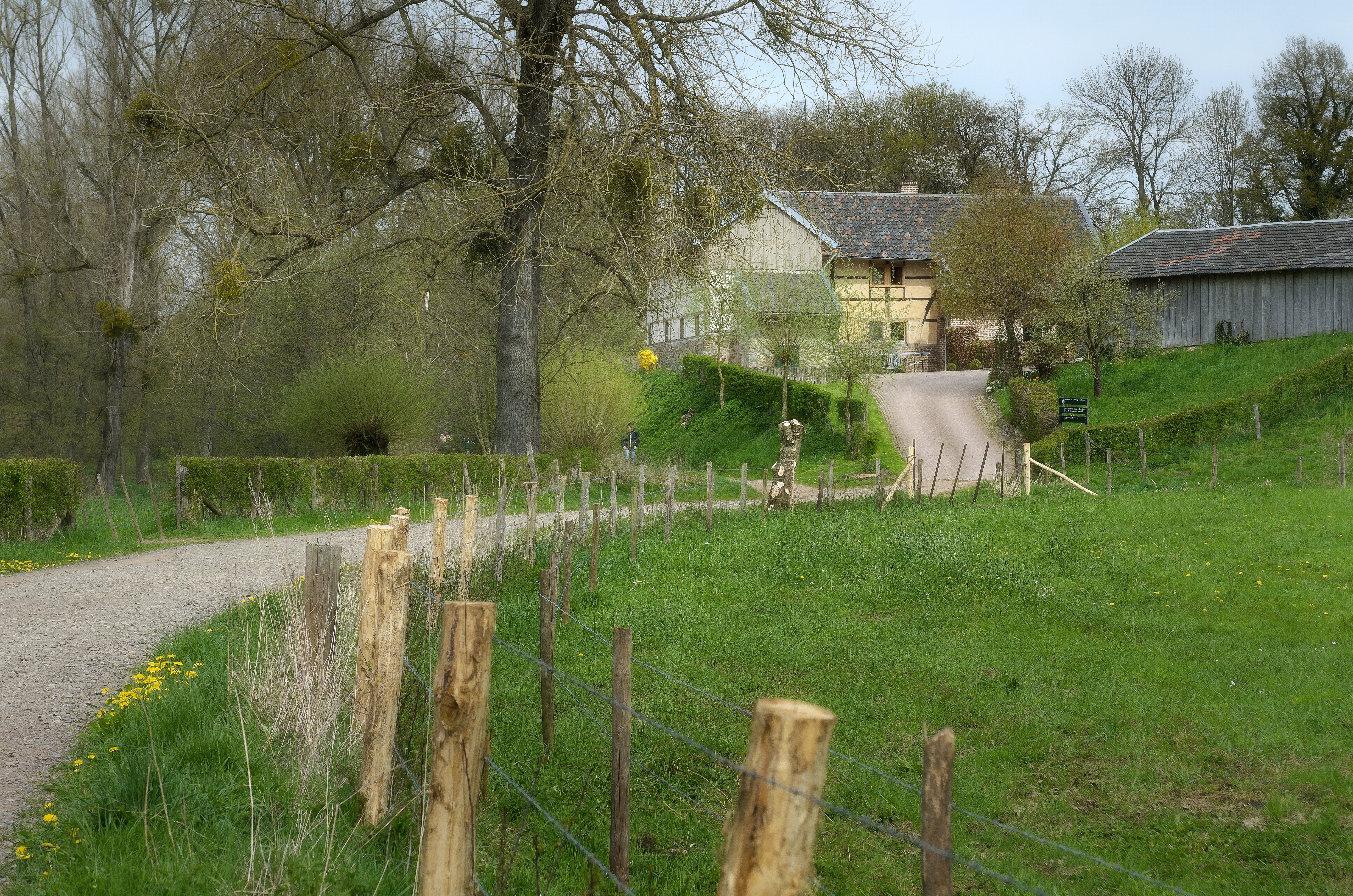
Hagenlandschap bij Hoeve Bervesj, Cottessen 9
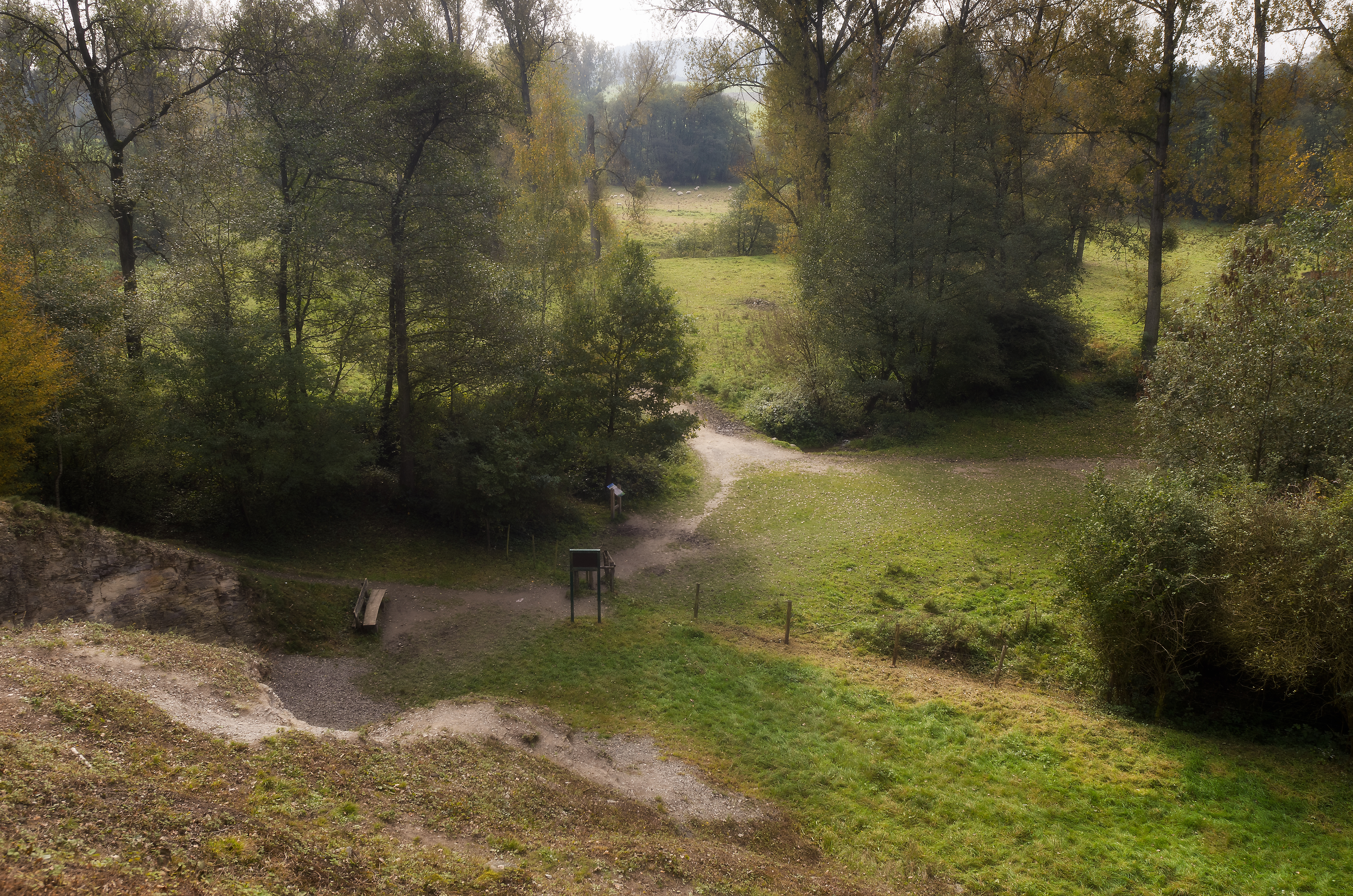
Geologisch monument Heimansgroeve
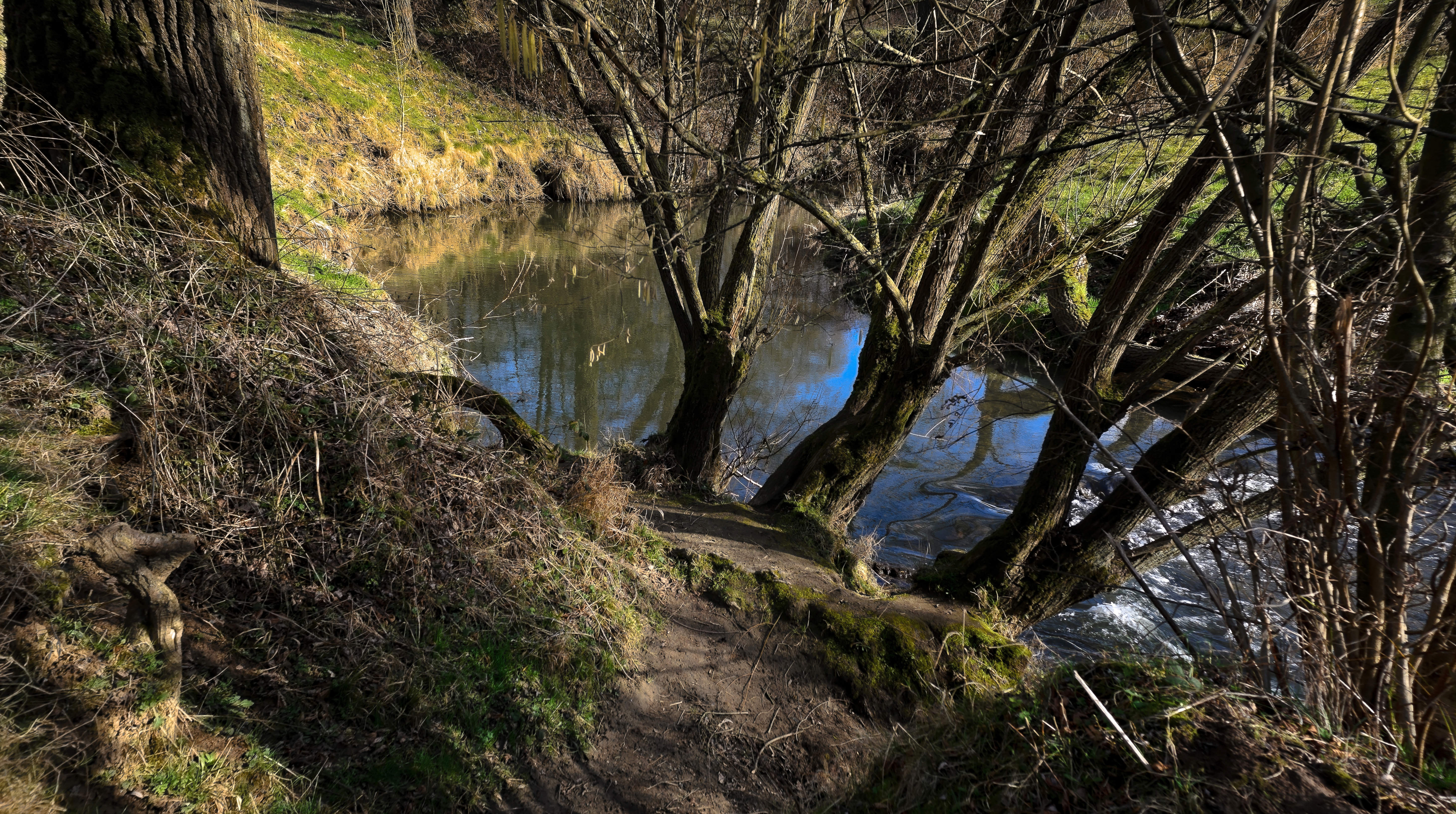
De Geul bij Cottessen (nabij de Heimansgroeve)
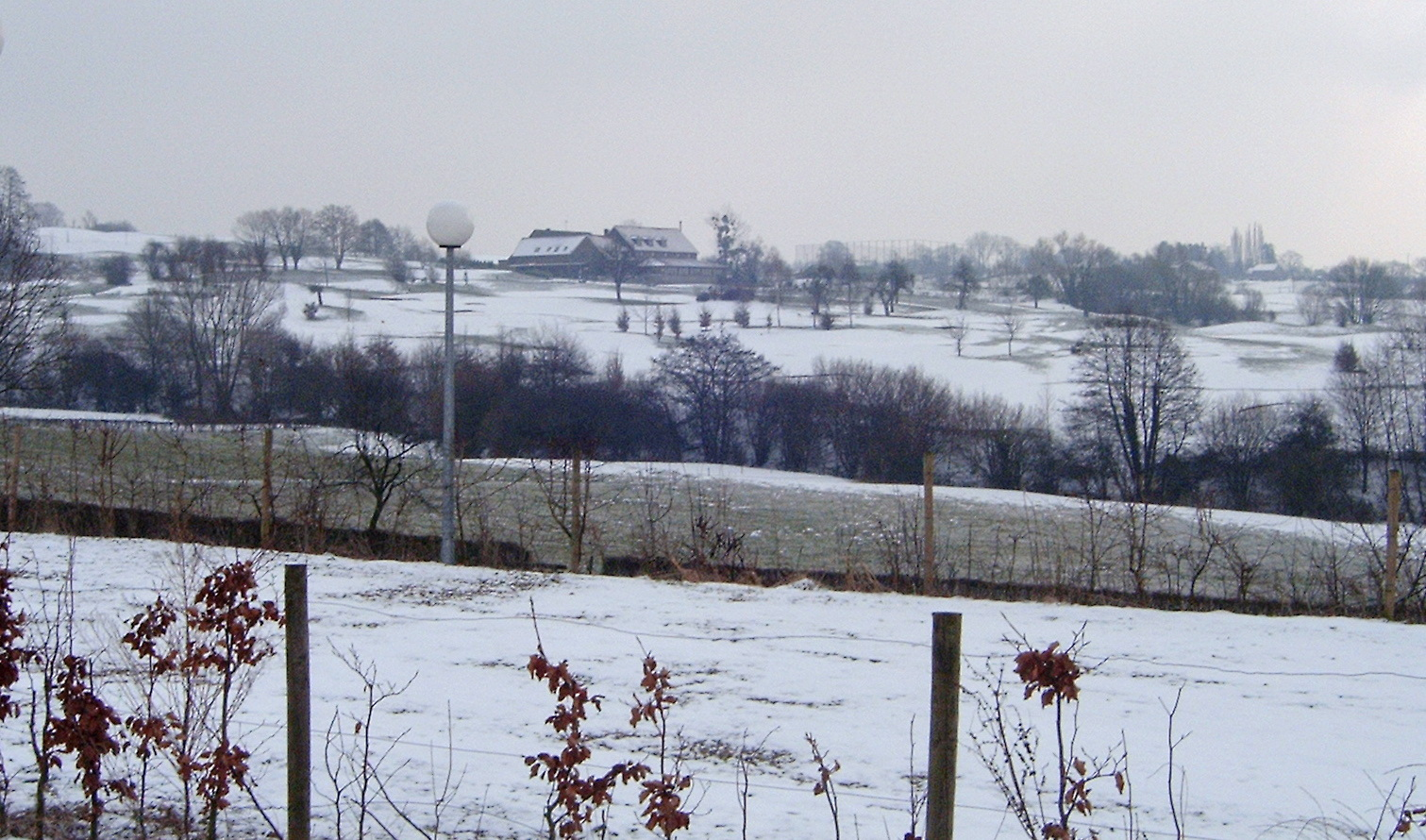
Parkeerplaats Cottesserhoeve met uitzicht op Sippenaeken

## Vakwerkboerderijen
Cottessen maakt, samen met het naburige gehucht Camerig, deel uit van het rijksbeschermd gezicht Camerig-Cottessen. Cottessen telt elf rijksmonumenten, alle vakwerkboerderijen. Een van de monumenten is de Cottesserhoeve, een dwarshuisboerderij met een schuur uit circa 1736. Verder zijn er de Hoeve Bellet, Hoeve Termoere en de Hoeve Bervesj.

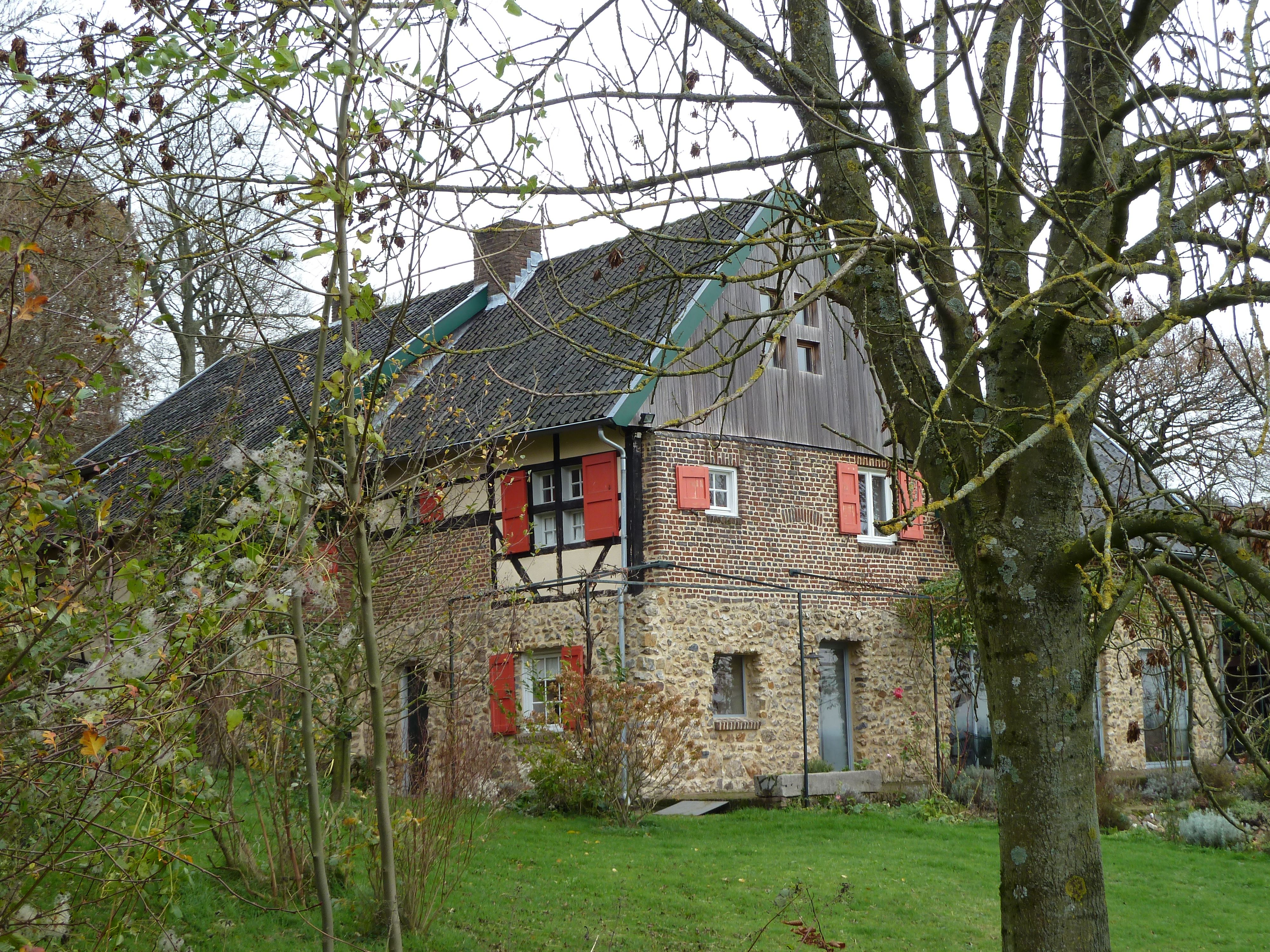
Cottessen 1
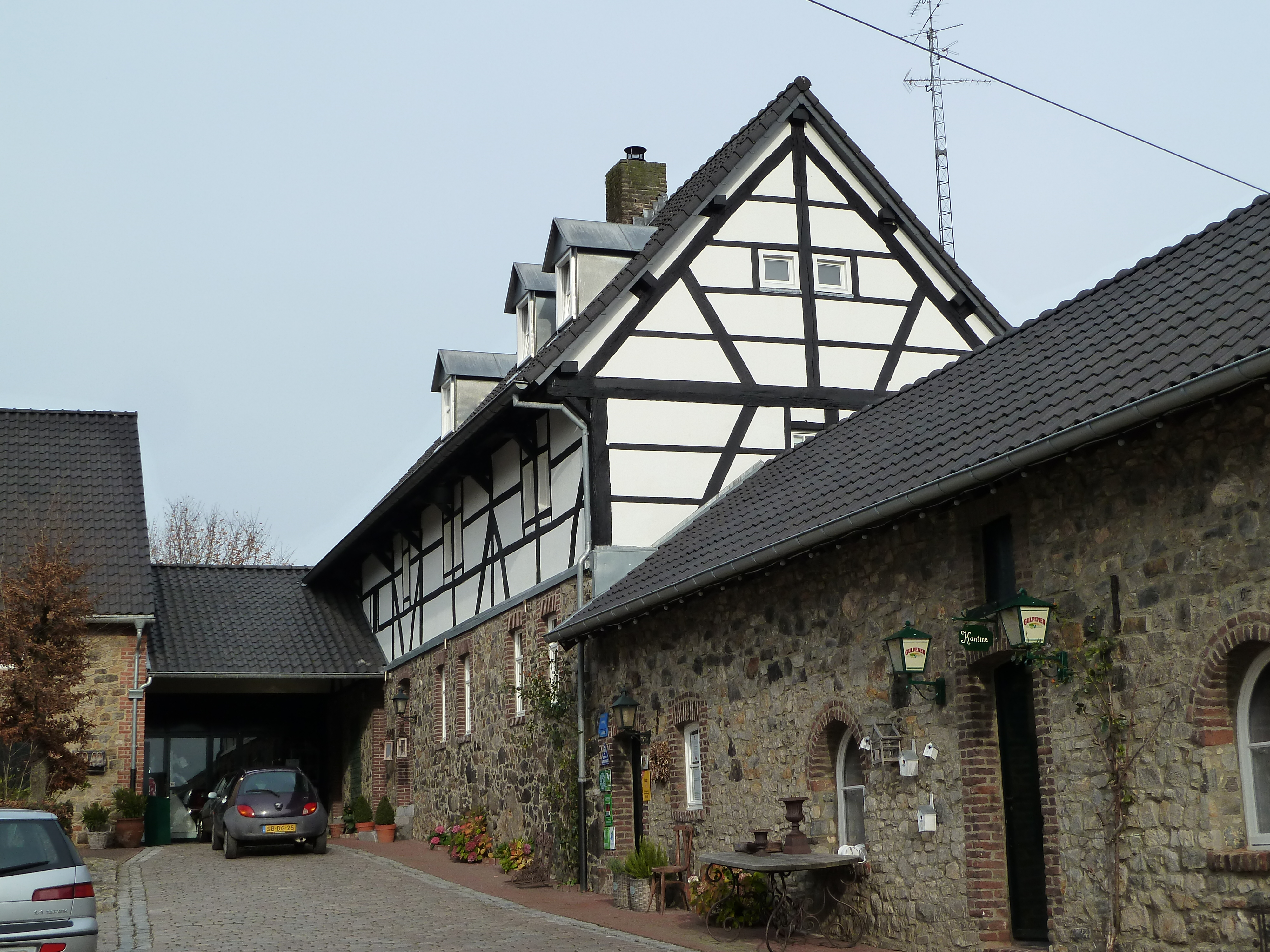
Cottessen 6
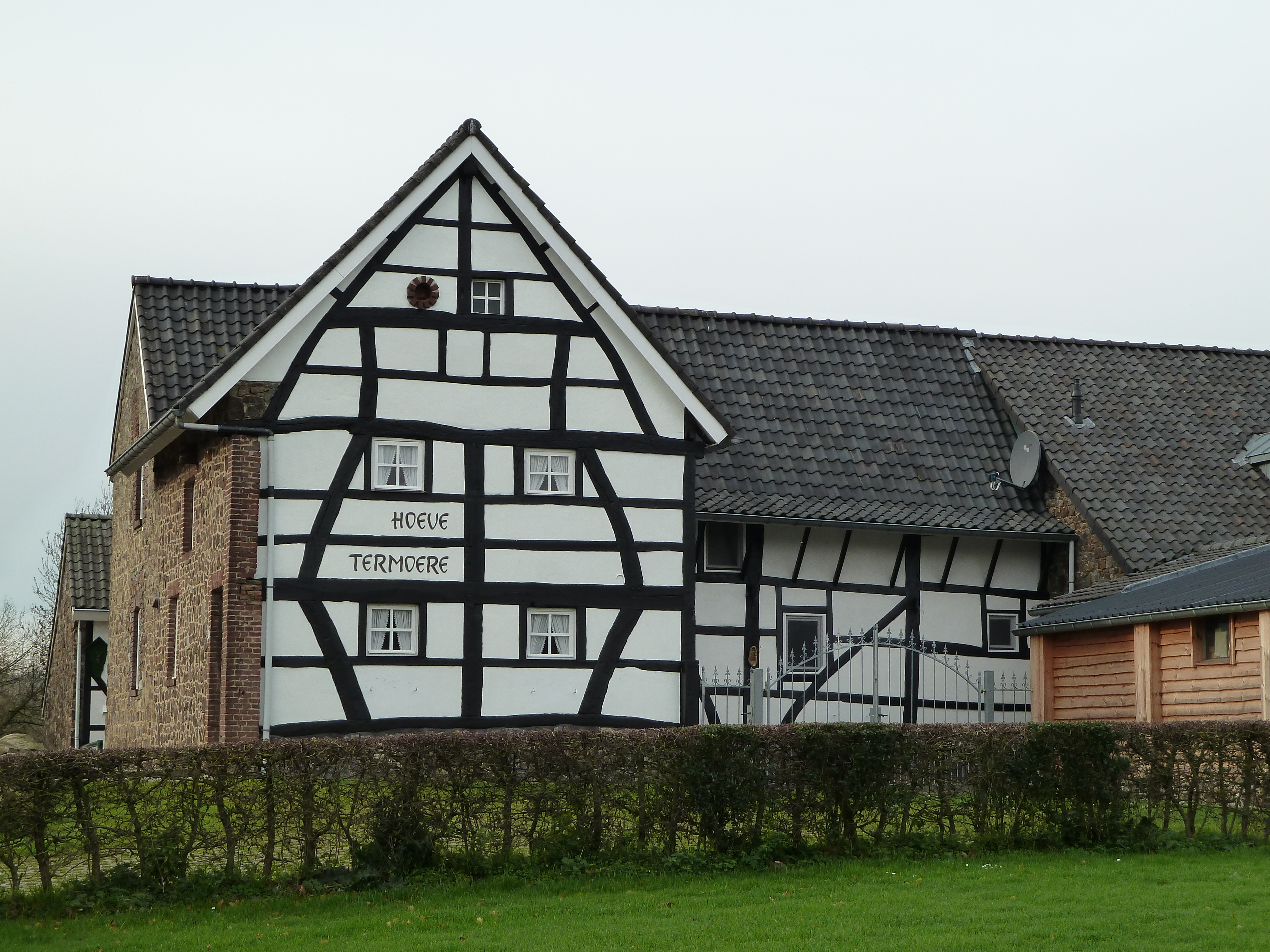
Cottessen 8
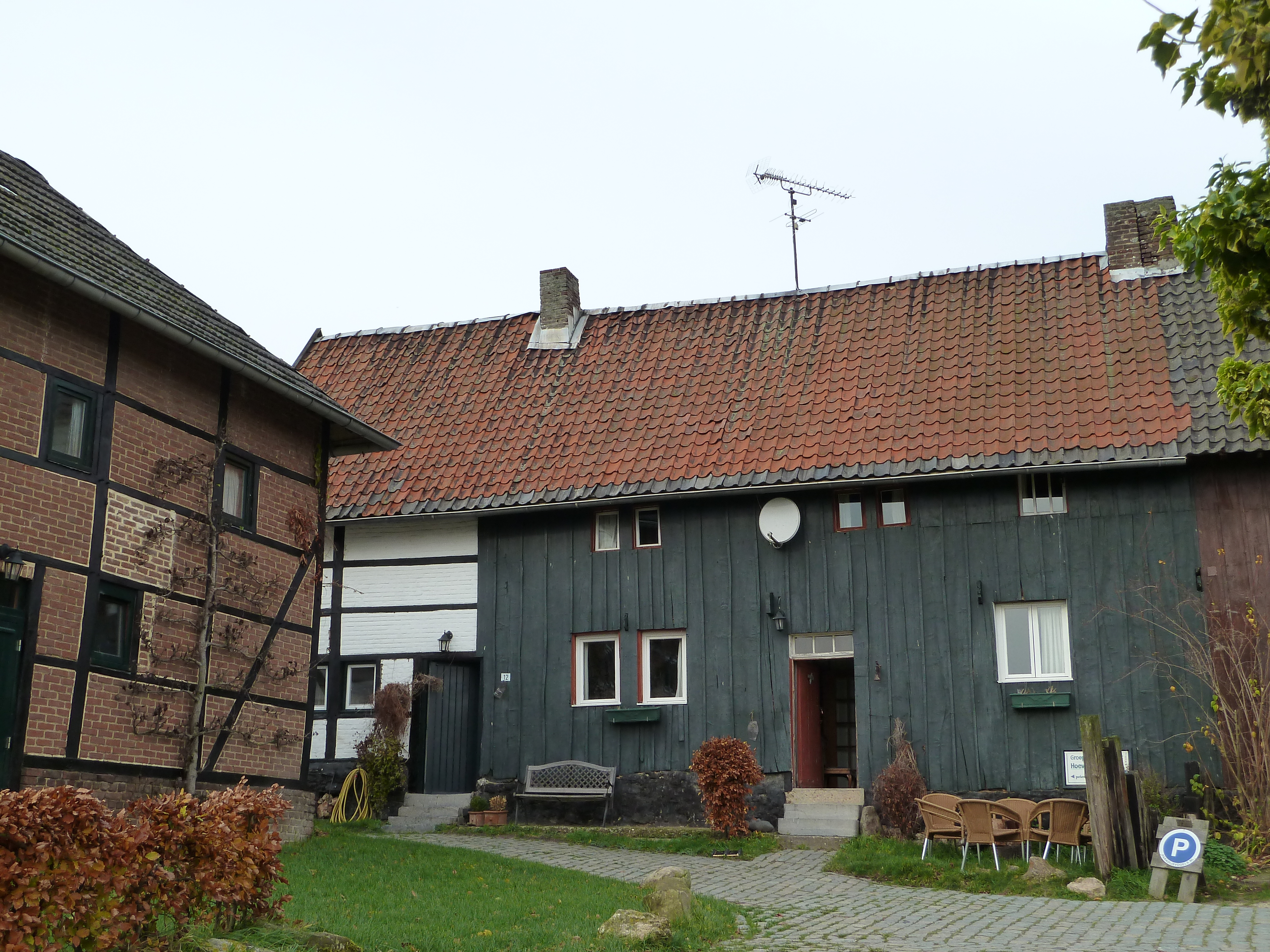
Cottessen 12